# Чёрный замок
«Чёрный замок» (англ. The Black Castle) — американский мистический фильм, снятый Universal Pictures в 1952 году. Продюсером фильма был Уильям Алланд, который двумя годами позднее выпустил успешный фильм ужасов «Тварь из Чёрной Лагуны». Премьера состоялась в Швеции 15 декабря 1952 года.

## Сюжет
Британский джентльмен сэр Рональд Бартон отправляется в Австрию в замок зловещего графа Карла фон Бруно, чтобы выяснить причину исчезновения двоих друзей. Граф фон Бруно затаил сильную обиду на англичан из-за своих неудач в колониальной Африке и теперь мстит всем подданным британской короны, которые попадаются ему на пути. Друзья Бартона уже стали его жертвами и теперь та же участь может постигнуть и самого Рональда. Во время охоты, которую граф устроил для того чтобы убить Бартона, ему удаётся бежать. Но вскоре он узнает, что фон Бруно решает убить свою жену, которая влюбилась в Рональда за время пребывания в замке. Бартон возвращается назад и попадает в плен Карлу, который намерился похоронить его и жену Эльгу заживо. Но злостным планам графа не удается реализоваться, так как на помощь влюблённым приходит доктор Мейссен.

## В ролях
- Стивен МакНэлли — Граф Карл фон Бруно
- Ричард Грин — Сэр Рональд Бартон
- Рита Кордэй — Графиня Эльга фон Бруно
- Джон Хойт — Граф Стайкен
- Майкл Пейт — Граф Эрнст фон Мелчер
- Борис Карлофф — Доктор Мейссен
- Лон Чейни младший — Гаргон
- Генри Корден — Фендер